# Chełmica Duża
Chełmica Duża is een plaats in het Poolse district  Włocławski, woiwodschap Koejavië-Pommeren. De plaats maakt deel uit van de gemeente Fabianki en telt 1114 inwoners.